# Tarsis
Tarsis var i oldtiden betegnelsen for et område vest for Middelhavet. Det vides ikke nøjagtigt, hvilket område det omfattede; men højst sandsynligt indbefattede det dele af eller hele det område, som Spanien i dag dækker.
Tarsis omtales flere steder i Det Gamle Testamente, således i Sl 72,10: Konger fra Tarshish og fjerne øer skal frembære gaver, Sabas og Sebas konger skal bringe tribut.
Folk i Mellemøsten havde kontakt med området og omtaler det som et vigtigt område for søfart og handel.
I Esajas' Bog omtales tarsisskibe i forbindelse med en profeti om Tyrus.

## Ekstern henvisning
Det Danske Bibelselskab, Bibelen på Internet